# 和崎信哉
和崎 信哉（わざき のぶや、1944年11月22日 - ）は、WOWOW相談役。社会人類学者で京都大学名誉教授の和崎洋一は実父。文化人類学者で中部大学教授の和崎春日は実弟。

## 来歴・人物
京都府京都市出身。京都府立山城高等学校へ進学。元日本サッカー代表選手の釜本邦茂とは同級生。卒業後、京都大学教育学部進学。卒業後の1968年にNHK入局。NHK入局時代は番組制作局教養科学部チーフ・ディレクター、同社会教養部チーフ・プロデューサーを経験。
1992年6月に同生活情報番組部長に就任し、1995年6月に同衛星放送局(ハイビジョン)部長、2001年6月に同総合企画室(デジタル放送推進)局長、2003年6月に同理事をそれぞれ歴任。NHK定年退職後、2005年に社団法人地上デジタル放送推進協会専務理事となる。2006年6月よりWOWOW代表取締役会長、2007年6月より代表取締役社長となり、2015年7月より現職。
2019年春の褒章で藍綬褒章を受章。。